# Kortemark
Kortemark è un comune belga di 12 277 abitanti, situato nella provincia fiamminga delle Fiandre Occidentali.